# Ronnie Valentine
Ronnie L. Valentine (Norfolk, 27 novembre 1957) è un ex cestista statunitense, professionista nella NBA e in Italia.

## Carriera
Venne selezionato dai Denver Nuggets al terzo giro del Draft NBA 1980 (51ª scelta assoluta).

## Palmarès
- CBA Most Valuable Player (1982)
- All-CBA First Team (1982)
- Campione USBL (1986)
- All-USBL Second Team (1986)